# Real Orden de España
La Real y Militar Orden de España, instituida por José Bonaparte en Vitoria el 20 de octubre de 1808, se llamó inicialmente Orden Militar de España y con ella quiso sustituir la de Carlos III, como premio "al valor y a la fidelidad militares". Sus colores hicieron que el pueblo la conociese como "Orden de la Berenjena". Era una especie de "Legión de Honor" española, consistente en una estrella de rubí de cinco puntas sobre un soporte de plata en forma de rayos.

## Historia
En una disposición del 18 de septiembre de 1809 fue ampliada para el personal civil y se graduó en tres clases: Gran Banda, Comendador y Caballero. Esto permitió recompensar los méritos de los afrancesados españoles y de los franceses hispanizados a su servicio en el trono de Madrid. Mientras José Bonaparte fue Rey de España, quiso lucir esta condecoración junto a la del Toisón de oro y la Legión de Honor francesa.
Entre los 220 personajes que lo recibieron está Francisco de Goya, el 11 de marzo de 1811, Miguel José de Azanza, Leandro Fernández de Moratín, Luis Marcelino Pereira y Francisco Cabarrús.